# المقبرة العسكرية البريطانية (حيفا)
المقبرة العسكرية البريطانية في حيفا (الإنجليزية: Haifa War Cemetery) هي مقبرة عسكرية بريطانية، تقع في حي محطة الكرمل في حيفا بجوار طريق يافا. هناك دفن شهداء الإمبراطورية البريطانية الذين قتلوا في حملة سيناء وفلسطين في الحرب العالمية الأولى، والحرب العالمية الثانية.
بسبب كثرة خسائر دول الإمبراطورية البريطانية في الحرب العالمية الأولى والتشتّت الجغرافي الكبير لمقابر الموتى، قرّرت سلطات الدول التي أتوا منها دفن الموتى بالقرب من مكان تواجدهم. تم إنشاء المقبرة وصيانتها من قبل لجنة مقابر الكومنولث الحربية، وكانت مخصصة في الأصل لدفن الشهداء البريطانيين الذين قتلوا في حيفا خلال الحرب العالمية الأولى. ووفقًا للخطة الأصلية، لم يكن القصد من المقبرة أن تكون مقبرة عسكرية يُدفن فيها الجنود بشكل طبيعي، وكان يُنظر إلى إنشائها على أنها عملية لمرة واحدة لغرض دفن قتلى الحرب فقط. في وقت لاحق، تم فتح المساحات الإضافية للدفن.
في تشرين الأول 2019، تم تخريب 20 شاهد قبر في المقبرة ورش الصليب المعقوف.

## القسم المسيحي
في هذه المقبرة تم دفن 301 جندي مسيحي وأربعة يهود من الحرب العالمية الأولى، بالحرب العالمية الثانية تمّ دفن 110 مصريًا من عمال السخرة تظهر شواهد قبورهم على جدار المقبرة.
وفقًا لأنظمة المقابر البريطانية، يمكن دفن اليهود في نفس القسم مع المسيحيين تحت صليب خاصّ (يختلف عن الصليب الفرنسي)، على عكس الأديان الأخرى. ومن بين الذين دفنوا هناك جنود من بريطانيا العظمى واستراليا ونيوزيلندا وجنوب افريقيا وكندا. القبور موحدة الحجم بغض النظر عن الدين والجنس والرتبة.
يوجد مكان في الجدار حيث تم وضع سجلّ الشهداء، ولكن بعد أخذ السجلّ عدة مرات، أصبح الوصول إلى السجلات ممكنًا من خلال عقد مع لجنة مقابر الحرب الإمبراطورية. ويمكن العثور على السجلّ في المقبرة البريطانية الأخرى في حيفا، في مجمع المقابر في جنوب المدينة.

## مدافن الهنود
دُفنت في إحدى المقابر رفات 29 جنديًا هنديًا من جيش صاحبة الجلالة تم حرق جثثهم بعد وفاتهم، وفقًا للعرف الهندوسيّ. بعض هؤلاء الجنود شاركوا في احتلال حيفا. في مدفن آخر، دُفن جميع الجنود الهنود المسلمين في مقبرة جماعية واحدة. وبذلك تم دفن 49 جنديا في القسم الهندى بالمجمل.